# نیروگاه هسته‌ای زیانینگ
نیروگاه هسته‌ای زیانینگ (به لاتین: Xianning Nuclear Power Plant) یک منطقهٔ مسکونی در چین است که در شهرستان تونگشان واقع شده‌است.